# Khúc côn cầu trên cỏ tại Thế vận hội Mùa hè 2016 – Đội hình Nữ
Có tất cả mười hai đội tuyển tham gia tranh tài môn khúc côn cầu trên cỏ nữ tại Thế vận hội Mùa hè 2016 ở Rio de Janeiro. Mỗi đội cử mười sáu vận động viên chính thức. Mỗi đội có thể cử thêm hai vận động viên dự phòng cho trường hợp chấn thương.

## Bảng A

### Đức
Sau đây là đội hình của đội tuyển Đức tham dự giải đấu khúc côn cầu trên cỏ nữ tại Thế vận hội Mùa hè 2016. Annika Sprink bị chấn thương được thay bằng Katharina Otte vào ngày 18 tháng 8 năm 2016.
Huấn luyện viên trưởng: Jamilon Mülders
1. Nike Lorenz
2. Selin Oruz
3. Anne Schröder
4. Lisa Schütze
5. Charlotte Stapenhorst
6. Katharina Otte
7. Janne Müller-Wieland
8. Hannah Krüger
9. Jana Teschke
10. Lisa Hahn
11. Franzisca Hauke
12. Cécile Pieper
13. Marie Mävers
14. Annika Sprink
15. Julia Müller
16. Pia-Sophie Oldhafer
17. Kristina Reynolds (TM)

Dự phòng:
- Yvonne Frank (TM)

### Hà Lan
Sau đây là đội hình của đội tuyển Hà Lan tham dự giải đấu khúc côn cầu trên cỏ nữ tại Thế vận hội Mùa hè 2016.
Huấn luyện viên trưởng: Alyson Annan
| No. | V.tr. | Tên                           | Ngày sinh (tuổi)            | S.T | Bàn thắng | Câu lạc bộ |
| --- | ----- | ----------------------------- | --------------------------- | --- | --------- | ---------- |
| 1   | TM    | Joyce Sombroek                | 10 tháng 9, 1990 (25 tuổi)  |     |           |            |
| 3   | FW    | Xan de Waard                  | 8 tháng 11, 1995 (20 tuổi)  |     |           |            |
| 4   | FW    | Kitty van Male                | 5 tháng 6, 1988 (28 tuổi)   |     |           |            |
| 6   | MF    | Laurien Leurink               | 13 tháng 11, 1994 (21 tuổi) |     |           |            |
| 7   | DF    | Willemijn Bos                 | 2 tháng 5, 1988 (28 tuổi)   |     |           |            |
| 8   | MF    | Marloes Keetels               | 4 tháng 5, 1993 (23 tuổi)   |     |           |            |
| 9   | MF    | Carlien Dirkse van den Heuvel | 16 tháng 4, 1987 (29 tuổi)  |     |           |            |
| 10  | FW    | Kelly Jonker                  | 23 tháng 5, 1990 (26 tuổi)  |     |           |            |
| 11  | MF    | Maria Verschoor               | 22 tháng 4, 1994 (22 tuổi)  |     |           |            |
| 12  | MF    | Lidewij Welten                | 16 tháng 7, 1990 (26 tuổi)  |     |           |            |
| 13  | DF    | Caia van Maasakker            | 5 tháng 4, 1989 (27 tuổi)   |     |           |            |
| 17  | DF    | Maartje Paumen                | 19 tháng 9, 1985 (30 tuổi)  |     |           |            |
| 18  | MF    | Naomi van As                  | 26 tháng 7, 1983 (33 tuổi)  |     |           |            |
| 19  | FW    | Ellen Hoog                    | 26 tháng 3, 1986 (30 tuổi)  |     |           |            |
| 23  | DF    | Margot van Geffen             | 23 tháng 11, 1989 (26 tuổi) |     |           |            |
| 24  | MF    | Eva de Goede                  | 23 tháng 3, 1989 (27 tuổi)  |     |           |            |

### New Zealand
Sau đây là đội hình của đội tuyển New Zealand tham dự giải đấu khúc côn cầu trên cỏ nữ tại Thế vận hội Mùa hè 2016.
Huấn luyện viên trưởng: Mark Hager
| No. | V.tr. | Tên                 | Ngày sinh (tuổi)            | S.T | Bàn thắng | Câu lạc bộ    |
| --- | ----- | ------------------- | --------------------------- | --- | --------- | ------------- |
| 1   | MF    | Kayla Whitelock (C) | 30 tháng 10, 1985 (30 tuổi) | 247 | 62        | Central       |
| 4   | FW    | Olivia Merry        | 16 tháng 3, 1992 (24 tuổi)  | 132 | 51        | Canterbury    |
| 6   | FW    | Petrea Webster      | 30 tháng 3, 1988 (28 tuổi)  | 144 | 36        | North Harbour |
| 8   | GK    | Sally Rutherford    | 5 tháng 6, 1981 (35 tuổi)   | 118 | 0         | Midlands      |
| 9   | DF    | Brooke Neal         | 4 tháng 7, 1992 (24 tuổi)   | 88  | 5         | Northland     |
| 13  | DF    | Sam Charlton        | 7 tháng 12, 1991 (24 tuổi)  | 171 | 5         | Midlands      |
| 16  | DF    | Liz Thompson        | 8 tháng 12, 1994 (21 tuổi)  | 114 | 9         | Auckland      |
| 17  | FW    | Sophie Cocks        | 25 tháng 7, 1994 (22 tuổi)  | 107 | 28        | Canterbury    |
| 18  | FW    | Kirsten Pearce      | 10 tháng 4, 1991 (25 tuổi)  | 53  | 18        | North Harbour |
| 22  | MF    | Gemma Flynn         | 2 tháng 5, 1990 (26 tuổi)   | 238 | 68        | Midlands      |
| 23  | FW    | Charlotte Harrison  | 31 tháng 7, 1989 (27 tuổi)  | 214 | 63        | Auckland      |
| 24  | DF    | Rose Keddell        | 31 tháng 1, 1994 (22 tuổi)  | 128 | 9         | Midlands      |
| 25  | MF    | Kelsey Smith        | 12 tháng 8, 1994 (21 tuổi)  | 20  | 3         | Capital       |
| 26  | DF    | Pippa Hayward       | 23 tháng 5, 1990 (26 tuổi)  | 109 | 11        | Canterbury    |
| 31  | MF    | Stacey Michelsen    | 18 tháng 2, 1991 (25 tuổi)  | 208 | 24        | Northland     |
| 32  | MF    | Anita McLaren       | 2 tháng 10, 1987 (28 tuổi)  | 239 | 94        | Capital       |

### Hàn Quốc
Sau đây là đội hình của đội tuyển Hàn Quốc tham dự giải đấu khúc côn cầu trên cỏ nữ tại Thế vận hội Mùa hè 2016.
Huấn luyện viên trưởng: Han Jin-soo
1. Jang Soo-Ji (TM)
2. Seo Jung-Eun
3. Park Seung-A
4. An Hyo-Ju
5. Han Hye-Lyoung (C)
6. Park Mi-Hyun
7. Kim Jong-Eun
8. Cheon Eun-Bi
9. Cho Hye-Jin
10. Kim Bo-Mi
11. Kim Hyun-Ji
12. Hong Yoo-Jin
13. Jang Hee-Sun
14. Lee Young-Sil
15. Park Ki-Ju
16. Baek Ee-Seul

Dự phòng:
- Jung Hea-Bin (TM)
- Lee Yu-Rim

### Tây Ban Nha
Sau đây là đội hình của đội tuyển Tây Ban Nha tham dự giải đấu khúc côn cầu trên cỏ nữ tại Thế vận hội Mùa hè 2016.
Huấn luyện viên trưởng: Adrian Lock
1. María López (TM)
2. Rocío Gutiérrez
3. Rocío Ybarra (C)
4. Carlota Petchamé
5. Carola Salvaterra
6. María López
7. Berta Bonastre
8. Cristina Guinea
9. Lola Riera
10. Xantal Giné
11. Beatriz Pérez
12. Gloria Comerma
13. Georgina Oliva
14. Begoña García
15. Alicia Magaz
16. Lucía Jiménez

Dự phòng:
- Júlia Pons
- María Ángeles Ruiz

### Trung Quốc
Sau đây là đội hình của đội tuyển Trung Quốc tham dự giải đấu khúc côn cầu trên cỏ nữ tại Thế vận hội Mùa hè 2016.
Huấn luyện viên trưởng: Cho Myung-Jun
1. Lý Đông Hiểu (TM)
2. Vương Mộng Vũ
3. Lý Giai Kỳ
4. Đức Kiều Kiều
5. Thôi Thu Hà (C)
6. Vu Thiến
7. Bành Dương
8. Lương Mỹ Ngọc
9. Vương Na
10. Trương Kim Vinh
11. Âu Tử Hà
12. Lý Hồng Hiệp
13. Ngô Quỳnh
14. Trương Tiêu Tuyết
15. Tôn Hiểu
16. Triệu Ngọc Điêu
17. Tống Thanh Linh

Dự phòng:
- Quốc Giai (TM)

## Bảng B

### Anh Quốc
Sau đây là đội hình của đội tuyển Anh Quốc tham dự giải đấu khúc côn cầu trên cỏ nữ tại Thế vận hội Mùa hè 2016.
Huấn luyện viên trưởng: Danny Kerry
| No. | V.tr. | Tên                       | Ngày sinh (tuổi)            | S.T | Bàn thắng | Câu lạc bộ |
| --- | ----- | ------------------------- | --------------------------- | --- | --------- | ---------- |
| 1   | GK    | Maddie Hinch              | 8 tháng 10, 1988 (27 tuổi)  |     |           |            |
| 4   | DF    | Laura Unsworth            | 8 tháng 3, 1988 (28 tuổi)   |     |           |            |
| 5   | DF    | Crista Cullen             | 20 tháng 8, 1985 (30 tuổi)  |     |           |            |
| 6   | FW    | Hannah Macleod            | 9 tháng 6, 1984 (32 tuổi)   |     |           |            |
| 7   | MF    | Georgie Twigg             | 21 tháng 11, 1990 (25 tuổi) |     |           |            |
| 8   | MF    | Helen Richardson-Walsh    | 23 tháng 9, 1981 (34 tuổi)  |     |           |            |
| 9   | MF    | Susannah Townsend         | 28 tháng 7, 1989 (27 tuổi)  |     |           |            |
| 11  | DF    | Kate Richardson-Walsh (C) | 9 tháng 5, 1980 (36 tuổi)   |     |           |            |
| 13  | DF    | Sam Quek                  | 18 tháng 10, 1988 (27 tuổi) |     |           |            |
| 15  | FW    | Alex Danson               | 21 tháng 5, 1985 (31 tuổi)  |     |           |            |
| 18  | DF    | Giselle Ansley            | 31 tháng 3, 1992 (24 tuổi)  |     |           |            |
| 19  | FW    | Sophie Bray               | 12 tháng 5, 1990 (26 tuổi)  |     |           |            |
| 20  | DF    | Hollie Webb               | 19 tháng 9, 1990 (25 tuổi)  |     |           |            |
| 24  | MF    | Shona McCallin            | 18 tháng 5, 1992 (24 tuổi)  |     |           |            |
| 26  | FW    | Lily Owsley               | 10 tháng 12, 1994 (21 tuổi) |     |           |            |
| 28  | MF    | Nicola White              | 20 tháng 1, 1988 (28 tuổi)  |     |           |            |

Dự phòng:
- Kirsty Mackay
- Joie Leigh
- Ellie Watton

### Argentina
Sau đây là đội hình của đội tuyển Argentina tham dự giải đấu khúc côn cầu trên cỏ nữ tại Thế vận hội Mùa hè 2016.
Huấn luyện viên trưởng: Gabriel Minadeo
| No. | V.tr. | Tên                  | Ngày sinh (tuổi)            | S.T | Bàn thắng | Câu lạc bộ             |
| --- | ----- | -------------------- | --------------------------- | --- | --------- | ---------------------- |
| 1   | GK    | Belén Succi          | 16 tháng 10, 1985 (30 tuổi) | 167 |           | CASI                   |
| 3   | DF    | Victoria Zuloaga     | 14 tháng 2, 1989 (27 tuổi)  | 62  |           | Mar del Plata Club     |
| 7   | FW    | Martina Cavallero    | 7 tháng 5, 1990 (26 tuổi)   | 150 |           | Hurling                |
| 11  | FW    | Carla Rebecchi (c)   | 7 tháng 9, 1984 (31 tuổi)   | 277 |           | Ciudad de Buenos Aires |
| 12  | FW    | Delfina Merino       | 15 tháng 10, 1989 (26 tuổi) | 218 |           | Banco Provincia        |
| 14  | DF    | Agustina Habif       | 8 tháng 3, 1992 (24 tuổi)   | 80  |           | GEBA                   |
| 15  | FW    | María José Granatto  | 21 tháng 4, 1995 (21 tuổi)  | 37  |           | Santa Bárbara          |
| 16  | MF    | Florencia Habif      | 22 tháng 8, 1993 (22 tuổi)  | 132 |           | Pinoké                 |
| 17  | MF    | Rocío Sánchez Moccia | 2 tháng 8, 1988 (28 tuổi)   | 173 |           | Liceo Naval            |
| 19  | FW    | Agustina Albertarrio | 1 tháng 1, 1993 (23 tuổi)   | 84  |           | Lomas                  |
| 20  | MF    | Lucina von der Heyde | 24 tháng 1, 1997 (19 tuổi)  | 18  |           | River Plate            |
| 23  | MF    | Pilar Campoy         | 6 tháng 10, 1990 (25 tuổi)  | 29  |           | Hacoaj                 |
| 25  | MF    | Gabriela Aguirre     | 19 tháng 2, 1986 (30 tuổi)  | 84  |           | Banco Provincia        |
| 27  | DF    | Noel Barrionuevo     | 16 tháng 5, 1984 (32 tuổi)  | 274 |           | Ciudad de Buenos Aires |
| 29  | DF    | Julia Gomes Fantasia | 30 tháng 4, 1992 (24 tuổi)  | 95  |           | GEBA                   |
| 31  | TM    | Florencia Mutio      | 20 tháng 11, 1984 (31 tuổi) | 48  |           | San Fernando           |

Dự phòng:
- Paula Ortíz
- Pilar Romang

### Ấn Độ
Sau đây là đội hình của đội tuyển Ấn Độ tham dự giải đấu khúc côn cầu trên cỏ nữ tại Thế vận hội Mùa hè 2016.
Huấn luyện viên trưởng: Neil Hawgood
1. Navjot Kaur
2. Deep Grace Ekka
3. Monika Malik
4. Nikki Pradhan
5. Anuradha Devi
6. Savita Punia (TM)
7. Poonam Rani
8. Vandana Kataria
9. Deepika Thakur
10. Namita Toppo
11. Renuka Yadav
12. Sunita Lakra
13. Sushila Chanu (C)
14. Rani Rampal
15. Preeti Dubey
16. Lilima Minz

Dự phòng:
- Hnialum Lalruatfeli
- Rajani Etimarpu

### Hoa Kỳ
Sau đây là đội hình của đội tuyển Hoa Kỳ tham dự giải đấu khúc côn cầu trên cỏ nữ tại Thế vận hội Mùa hè 2016.
Huấn luyện viên trưởng: Craig Parnham
1. Stefanie Fee
2. Melissa Gonzalez
3. Kelsey Kolojejchick
4. Rachel Dawson
5. Michelle Vittese
6. Jill Witmer
7. Julia Reinprecht
8. Katie Reinprecht
9. Katie O'Donnell
10. Michelle Kasold
11. Katelyn Falgowski
12. Kathleen Sharkey
13. Lauren Crandall
14. Caitlin Van Snickle
15. Alyssa Manley
16. Jaclyn Briggs (TM)

Dự phòng:
1. Paige Selenski
2. Alesha Widdall (TM)

### Nhật Bản
Sau đây là đội hình của đội tuyển Nhật Bản tham dự giải đấu khúc côn cầu trên cỏ nữ tại Thế vận hội Mùa hè 2016.
Huấn luyện viên trưởng: Nagai Yuji
1. Asano Sakiyo (TM)
2. Hayashi Nagisa
3. Nakagawa Miyuki (C)
4. Sakaguchi Maki
5. Mitsuhashi Aki
6. Nishimura Ayaka
7. Nagai Yuri
8. Nakashima Mie
9. Shibata Akane
10. Mano Yukari
11. Nishikori Emi
12. Ono Mayumi
13. Kawamura Motomi
14. Shimizu Minami
15. Nagai Hazuki
16. Yuda Hazuki

Dự phòng:
- Nomura Kano
- Asai Yu
- Oie Ryoko (TM)

### Úc
Sau đây là đội hình của đội tuyển Úc tham dự giải đấu khúc côn cầu trên cỏ nữ tại Thế vận hội Mùa hè 2016.
Huấn luyện viên trưởng: Adam Commens
1. Gabrielle Nance
2. Brooke Peris
3. Casey Sablowski
4. Kirstin Dwyer
5. Jodie Kenny
6. Karri McMahon
7. Madonna Blyth (C)
8. Edwina Bone
9. Georgina Morgan
10. Jane Claxton
11. Georgie Parker
12. Kathryn Slattery
13. Mariah Williams
14. Emily Smith
15. Rachael Lynch (TM)
16. Grace Stewart